# روشت
روشت (شازند)، روستایی از توابع بخش سربند شهرستان شازند در استان مرکزی ایران است.

## زبان و گویش
مردم روشت به زبان لری و با گویش و لهجه شمالی(سیلاخوری_ثلاثی)  صحبت می‌کنند.

## جاذبه گردشگری

### طبیعت بکر و زیبا
روستای روشت با داشتن کوه‌ها و چشمه‌های بسیار دارای طبیعت زیبا و خیره‌کننده می‌باشد.
مناطق دیدنی:
1)شیش کمر
2)دره رضاخان
3)چشمه های دیدنی
4)آبشار فصلی

## جمعیت
این روستا در دهستان هندودر قرار دارد و براساس سرشماری مرکز آمار ایران در سال ۱۳۸۵، جمعیت آن ۱۲۵ نفر (۳۳خانوار) بوده‌است.